# Erik Murphy
Pour les articles homonymes, voir Murphy.
Pour l’article ayant un titre homophone, voir Eric Murphy.
Erik Murphy, né le 26 octobre 1990 à Lyon, est un joueur américano-finlandais de basket-ball. Il évolue au poste d'ailier fort.

## Biographie
Le 27 juin 2013, automatiquement éligible après quatre années universitaires, il est sélectionné à la 49e position de la draft 2013 de la NBA par les Bulls de Chicago. Le 10 juillet 2013, il signe un contrat de plusieurs années avec les Bulls. Pour sa première saison, il dispute 23 rencontres avec les Bulls pour 0,26 points et 0,35 rebonds en 2,7 minutes de moyenne par match. Le 3 avril 2014, les Bulls se séparent de Murphy. Le 5 avril 2014, il signe un contrat avec le Jazz de l'Utah.
Le 22 juillet 2014, Murphy est transféré chez les Cavaliers de Cleveland, avec John Lucas III et Malcolm Thomas en échange de Carrick Felix, un second tour de draft 2015 et une somme d'argent. Le 25 septembre 2014, Murphy est transféré chez les Celtics de Boston, avec John Lucas III, Dwight Powell, Malcolm Thomas, un second tour de draft 2016, un second tour de draft 2017 et un TPE en échange de Keith Bogans, un second tour de draft 2015, un second tour de draft 2017 et un TPE. Le 21 octobre 2014, il est libéré par les Celtics de Boston et devient agent libre. Le 1er novembre 2014, Myrphy est sélectionné en 3e position du premier tour de la draft 2014 de D-League par les Spurs d'Austin. Le 14 décembre 2014, il est écarté de l'effectif. Le 19 décembre 2014, il réintègre l'effectif.
Le 6 juin 2015, il part en Turquie où il signe au Beşiktaş JK. Le 31 décembre 2015, il quitte Beşiktaş  pour le Büyükçekmece Basketbol.
Le 27 juin 2016, il signe en France, au Strasbourg IG.
Le 28 juillet 2017, il reste en France mais signe à la JSF Nanterre. Le 16 décembre 2017, il est remplacé par Myles Hesson. Le 11 février 2018, il part en Italie et signe à l'Enel Brindisi mais n'y joue aucune rencontre. Le 17 mars 2018, il intègre l'équipe de G-League du Blue d'Oklahoma City mais il ne dispute aucune rencontre avec l'équipe.
Le 28 août 2018, il signe en Allemagne au Francfort Skyliners. Le 29 janvier 2019, il part en Espagne et signe au Basquet Manresa.

## Équipes
- 2013-2014 :  Bulls de Chicago (NBA)
- 2014-2015 :  Spurs d'Austin (D-League)
- 2015-2016 :
  - Septembre-Décembre 2015 :  Beşiktaş JK (Basketbol Süper Ligi)
- Janvier-Mai 2016 :  Büyükçekmece Basketbol (Basketbol Süper Ligi)
- 2016-2017 :  Strasbourg (Pro A)
- 2017-2018 :
- 2017-décembre 2017 :  Nanterre 92 (Pro A)
- Février 2018 :  New Basket Brindisi (Serie A) (n'a joué aucun match)
- Février-Avril 2018 :  Blue d'Oklahoma City (G-League)
- 2018-2019 :
  - Septembre 2018-Janvier 2019 :  Francfort Skyliners (G-BBL)
  - Depuis Janvier 2019 :  Basquet Manresa (Liga Endesa)

## Palmarès
- Vainqueur du Match des Champions 2017 avec Nanterre 92

## Statistiques

### En équipe universitaire
| Saison    | Équipe               | Matchs | 5 dép. | Min. | % Tirs | % 3 pts. | % L. f. | Off. | Déf. | Tot. | P. d. | Int. | Ctr. | B. p. | Ft. | Pts. |
| --------- | -------------------- | ------ | ------ | ---- | ------ | -------- | ------- | ---- | ---- | ---- | ----- | ---- | ---- | ----- | --- | ---- |
| 2009-2010 | Gators de la Floride | 33     | 0      | 9,1  | 60,0   | -        | 63,3    | 1,0  | 1,4  | 2,4  | 0,2   | 0,4  | 0,2  | 0,6   | 1,6 | 3,5  |
| 2010-2011 | Gators de la Floride | 33     | 1      | 10,7 | 51,4   | 40,0     | 75,0    | 0,8  | 1,5  | 2,3  | 0,2   | 0,2  | 0,5  | 0,7   | 1,7 | 4,3  |
| 2011-2012 | Gators de la Floride | 34     | 31     | 25,9 | 48,7   | 42,4     | 81,4    | 1,2  | 3,3  | 4,5  | 0,9   | 0,5  | 1,1  | 1,3   | 2,7 | 10,5 |
| 2012-2013 | Gators de la Floride | 36     | 36     | 26,4 | 51,6   | 45,3     | 78,4    | 1,6  | 3,9  | 5,5  | 1,4   | 0,6  | 0,7  | 1,4   | 2,8 | 12,2 |

### En club
| Saison    | Équipe           | Matchs | 5 dép. | Min. | % Tirs | % 3 pts. | % L. f. | Off. | Déf. | Tot. | P. d. | Int. | Ctr. | B. p. | Ft. | Pts. |
| --------- | ---------------- | ------ | ------ | ---- | ------ | -------- | ------- | ---- | ---- | ---- | ----- | ---- | ---- | ----- | --- | ---- |
| 2013-2014 | Bulls de Chicago | 23     | 0      | 2,7  | 23,1   | 0,0      | -       | 0,1  | 0,3  | 0,4  | 0,1   | 0,0  | 0,2  | 0,1   | 0,3 | 0,3  |

| Saison    | Équipe         | Matchs | 5 dép. | Min. | % Tirs | % 3 pts. | % L. f. | Off. | Déf. | Tot. | P. d. | Int. | Ctr. | B. p. | Ft. | Pts. |
| --------- | -------------- | ------ | ------ | ---- | ------ | -------- | ------- | ---- | ---- | ---- | ----- | ---- | ---- | ----- | --- | ---- |
| 2014-2015 | Spurs d'Austin | 49     | 26     | 22,7 | 47,9   | 37,8     | 69,3    | 1,2  | 4,4  | 5,6  | 1,6   | 0,6  | 0,9  | 1,5   | 3,4 | 11,8 |

| Saison    | Équipe         | Matchs | 5 dép. | Min. | % Tirs | % 3 pts. | % L. f. | Off. | Déf. | Tot. | P. d. | Int. | Ctr. | B. p. | Ft. | Pts. |
| --------- | -------------- | ------ | ------ | ---- | ------ | -------- | ------- | ---- | ---- | ---- | ----- | ---- | ---- | ----- | --- | ---- |
| 2014-2015 | Spurs d'Austin | 6      | 3      | 20,2 | 50,9   | 57,9     | 71,4    | 1,7  | 3,3  | 5,0  | 2,0   | 0,7  | 1,0  | 3,3   | 3,5 | 12,5 |

| Saison    | Équipe                 | Matchs | 5 dép. | Min. | % Tirs | % 3 pts. | % L. f. | Off. | Déf. | Tot. | P. d. | Int. | Ctr. | B. p. | Ft. | Pts. |
| --------- | ---------------------- | ------ | ------ | ---- | ------ | -------- | ------- | ---- | ---- | ---- | ----- | ---- | ---- | ----- | --- | ---- |
| 2015-2016 | Beşiktaş JK            | 9      | 8      | 27,2 | 48,6   | 37,5     | 72,7    | 1,1  | 3,7  | 4,8  | 0,6   | 0,2  | 0,8  | 0,4   | 2,3 | 10,2 |
| 2015-2016 | Büyükçekmece Basketbol | 9      | 6      | 22,3 | 44,6   | 26,1     | 66,7    | 2,1  | 3,2  | 5,3  | 0,9   | 0,4  | 0,7  | 1,6   | 2,9 | 7,8  |

| Saison    | Équipe                 | Matchs | 5 dép. | Pts. |
| --------- | ---------------------- | ------ | ------ | ---- |
| 2015-2016 | Büyükçekmece Basketbol | 1      | 1      | 6    |

| Saison    | Équipe      | Matchs | 5 dép. | Min. | % Tirs | % 3 pts. | % L. f. | Off. | Déf. | Tot. | P. d. | Int. | Ctr. | B. p. | Ft. | Éval. | Pts. |
| --------- | ----------- | ------ | ------ | ---- | ------ | -------- | ------- | ---- | ---- | ---- | ----- | ---- | ---- | ----- | --- | ----- | ---- |
| 2015-2016 | Beşiktaş JK | 9      | 6      | 22,1 | 38,2   | 28,9     | 75,0    | 0,9  | 3,7  | 4,6  | 0,8   | 0,6  | 0,9  | 1,1   | 2,8 | 6,3   | 7,7  |

### En sélection nationale
| Compétition         | Matchs | 5 dép. | Min. | % Tirs | % 3 pts. | % L. f. | Off. | Déf. | Tot. | P. d. | Int. | Ctr. | B. p. | Ft. | Éval. | Pts. |
| ------------------- | ------ | ------ | ---- | ------ | -------- | ------- | ---- | ---- | ---- | ----- | ---- | ---- | ----- | --- | ----- | ---- |
| Coupe du monde 2014 | 5      | 5      | 26,0 | 38,7   | 27,3     | 63,6    | 1,6  | 3,8  | 5,4  | 0,2   | 0,6  | 0,6  | 1,8   | 2,8 | 7,2   | 6,8  |
| EuroBasket 2015     | 6      | 6      | 26,7 | 51,6   | 33,3     | 62,5    | 2,3  | 5,3  | 7,7  | 1,3   | 0,3  | 1,3  | 1,3   | 3,2 | -     | 13,2 |